# Lefkés
Lefkés (en grec moderne οι Λεύκες, en katharevousa αι Λεύκαι) est le principal village dans la montagne au centre de l'île de Paros.

## Géographie
Situé à 200 m d'altitude, le village compte 519 habitants. Il est construit sur les flancs de l'Aghion Pandon, le plus haut sommet de l'île. Sa forme, en amphithéâtre, épouse celle de la montagne.

## Administration
La localité est le siège du district municipal de Lefkes, qui compte 765 habitants et comprend aussi les localités d'Aspro Chorio, Vounia, Glyfa et Langada.

## Monuments
L'église en marbre de la Sainte Trinité domine le village, à l'est. Elle fut construite intégralement en marbre de Paros à partir de 1830, après l'indépendance du pays.

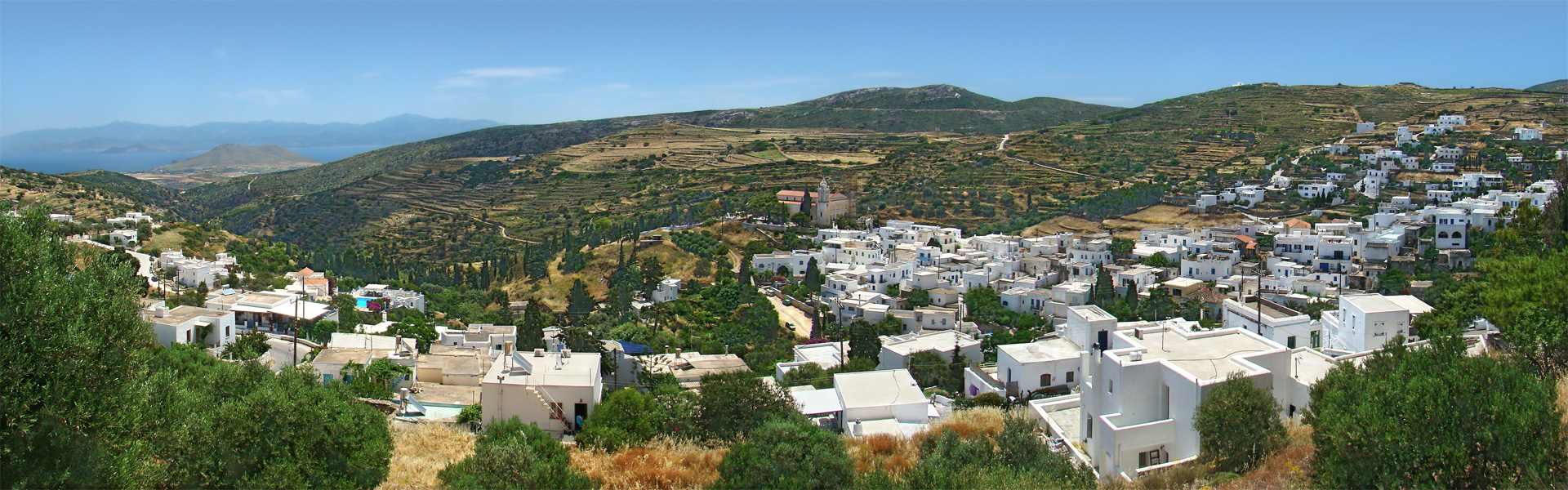
Vue panoramique de Lefkés